# Novomîkolaiivka, Novotroiițke
Novomîkolaiivka (în ucraineană Новомиколаївка) este o comună în raionul Novotroiițke, regiunea Herson, Ucraina, formată numai din satul de reședință.

## Demografie
Componența lingvistică a comunei Novomîkolaiivka
     Ucraineană (93,2%)
     Rusă (5,52%)
     Alte limbi (1,19%)
Conform recensământului din 2001, majoritatea populației comunei Novomîkolaiivka era vorbitoare de ucraineană (93,2%), existând în minoritate și vorbitori de rusă (5,52%).